# فهد بن عبد الله المبارك
الدكتور فهد بن عبد الله المبارك اقتصادي سعودي، محافظ البنك المركزي السعودي من 24 يناير 2021 إلى 2 فبراير 2023م وكان قبلها وزير دولة وعضو مجلس الوزراء منذ 27 ديسمبر 2018 وحتى 24 يناير 2021، صدر أمرٌ ملكي بتعينه مستشارًا في الديوان الملكي بمرتبة وزير في 2 فبراير 2023م.

## نبذة
الدكتور فهد بن عبد الله بن عبد اللطيف المبارك كان عضو مجلس إدارة (سابك) عضو لجنة الاستثمار، وشغل منصب مستشار في الديوان الملكي السعودي، والأمين العام في الأمانة السعودية لمجموعة العشرين. وقبل ذلك تولى منصب محافظ مؤسسة النقد العربي السعودي خلال الفترة (2011م – 2016م)، كما شغل منصب عضو مجلس الشورى خلال الفترة (1999 – 2005م).
وتسلم أيضاً رئاسة مجلس إدارة شركة السوق المالية السعودية (تداول) خلال الفترة (2003م – 2011م)، وكان قبل ذلك عضواً في مجلس إدارة شركة الاتصالات السعودية (1998م – 2003م)، ورئيس مجلس إدارة مورغان ستانلي السعودية (2005م – 2011م)، وعضو مجلس إدارة شركة مجموعة الملز (2000م – 2002م).
شارك المبارك في عضوية الفريق السعودي للتفاوض مع شركات النفط العالمية لمشاريع الغاز في السعودية خلال الفترة (2000م – 2001م).
وشغل المبارك منصب عضو مجلس إدارة الشركة العربية الفلسطينية للاستثمار خلال الفترة (1995م – 2000م)، ومدير عام شركة رنا للاستثمار (1992م – 2000م)، وعضو مجلس إدارة العالمية للتأمين (1996م – 1997م). كما شغل كذلك عضوية مجالس إدارات في شركات عديدة.
ويحمل المبارك درجة الدكتوراه في إدارة الأعمال منذ عام 1991م، من جامعة هيوستن بالولايات المتحدة الأمريكية. كما حصل على درجة الماجستير في تخصصات: المحاسبة المالية والضرائب، وإدارة الأعمال من نفس الجامعة في عامي 1989م و1990م على التوالي. وكان الدكتور المبارك قد حصل على درجة الماجستير في الهندسة الصناعية من جامعة ساوثرن ميثوديست في الولايات المتحدة في عام 1982م، وذلك بعد أن حاز على البكالوريوس في الهندسة المدنية من نفس الجامعة في عام 1981م.

## مؤهلاته العلمية
- حصل على درجة الدكتوراه في تخصص إدارة الأعمال في مجال التشغيل والإنتاج من جامعة هيوستن في الولايات المتحدة الأمريكية.
- حصل على درجة الماجستير في تخصص الهندسة الصناعية
- حصل على درجة الماجستير في تخصص المحاسبة المالية والضرائب
- حصل على درجة الماجستير في تخصص إدارة الأعمال
- حصل على درجة البكالوريوس في تخصص الهندسة المدنية من جامعة ساوثرن ميثوديست دالاس، الولايات المتحدة الأمريكية

## الحياة العملية
- مستشار في الديوان الملكي بمرتبة وزير من 2 فبراير 2023 حتى الان[3]
- محافظ البنك السعودي المركزي من 24 يناير 2021 إلى 2 فبراير 2023.[1][4]

- وزير دولة وعضو مجلس الوزراء منذ 27 ديسمبر 2018 وحتى 24 يناير 2021.[1]
- مستشار في الديوان الملكي بمرتبة وزير 2017 م.
- محافظ مؤسسة النقد العربي السعودي من 2011م إلى 2016م.
- رئيس مجلس إدارة مجلس شركة السوق المالية السعودية تداول وعضو منتدب في شركة مورغان ستانلي السعودية (المجموعة المالية سابقا) منذ العام 2001 وحتى عام 2011.
- مدير عام لشركة رنا للاستثمار من عام 1992 وحتى عام 1999.

## العضويات
- عمل عضوا في مجلس الشورى ونائبا لرئيس اللجنة الاقتصادية وشؤون الطاقة من العام 1999 وحتى العام 2005.
- عمل عضوا في الفريق السعودي للتفاوض مع شركات النفط العالمية لمشاريع الغاز في السعودية خلال العام 2000.
- عضو مجلس إدارة شركة اتحاد اتصالات (موبايلي).
- عضو مجلس إدارة البنك السعودي الهولندي.
- عضو مجلس إدارة شركة مجموعة الملز.
- عضو مجلس إدارة شركة أموال الخليج للاستثمار التجاري.
- عضو مجلس إدارة الشركة السعودية للمتاجر الشاملة (كارفور).

## وصلات خارجية
- جريدة الرياض (السعودية) - السيرة الذاتية لمحافظ مؤسسة النقد د.فهد المبارك
- مؤسسة النقد العربي السعودي - الإدارة العليا
- http://www.al-madina.com/node/354808 جريدة المدينة - عقد اتفاقية